# Jenseits der blauen Grenze (Film)
Jenseits der blauen Grenze ist ein deutscher Spielfilm von Sarah Neumann aus dem Jahr 2024. Die Uraufführung des Dramas erfolgte im Januar 2024 im Rahmen des Filmfestival Max Ophüls Preis, wo das Werk in den Spielfilm-Wettbewerb aufgenommen wurde. Es handelt sich um die Verfilmung des gleichnamigen Romans von Dorit Linke.

## Handlung
Die DDR im Sommer 1989: Die ehrgeizige Hanna gilt als talentierte Schwimmerin. Sie trainiert hart und diszipliniert, um sich eines Tages den Traum eines Olympiasiegs zu erfüllen. Abseits des Schwimmbeckens verbringt sie ihre Freizeit mit ihrem besten Freund Andreas und Jens, der neu in die Klasse gekommen ist. Andreas hat seit jeher Probleme, sich in das DDR-System einzugliedern. Als er in einem Jugendwerkhof „sozialistisch umerzogen“ werden soll, beginnt er immer weiter abzustürzen. Daraufhin plant er, die DDR durch eine heimlich geplante Flucht über die Ostsee zu verlassen. Hanna ist sich unsicher, wie sie reagieren soll. Soll sie ihren festen Platz in der sozialistischen Gesellschaft aufgeben, wo sie als Sportlerin anerkannt und gefördert wird? Oder lässt sie Andreas allein die 50 Kilometer lange Strecke schwimmen? Sie ist sich sicher, dass er es ohne ihre Hilfe und Erfahrung niemals schaffen wird. Schließlich entscheidet sich Hanna dafür, Andreas bei seinem Vorhaben zu unterstützen. Verbunden nur mit einer dünnen Schnur ums Handgelenk, wagen beide die Flucht über die Ostsee.

## Hintergrund
Jenseits der blauen Grenze ist das Langfilmdebüt der aus Görlitz stammenden Filmregisseurin und Drehbuchautorin Sarah Neumann, die ab 2015 ein Regiestudium an der Filmakademie Baden-Württemberg begann. Es handelt sich bei dem Werk um die Verfilmung von Dorit Linkes im Jahr 2014 veröffentlichtem gleichnamigen Jugendroman. Für die Hauptrollen wurden Lena Urzendowsky als Hanna, Willi Geitmann als Andreas und Jannis Veihelmann als Jens verpflichtet.
Die Dreharbeiten fanden von Anfang August bis Mitte September 2021 in Berlin, Baden-Württemberg, Mecklenburg-Vorpommern und Thüringen statt. Als Producer fungierten Nicola Pantzke und Felix Schreiber, als Kameramann Nikolaus Schreiber, während Elena Schmidt für den Schnitt zuständig war. Die Filmmusik komponierte Dominik Matzka.
Jenseits der blauen Grenze wurde vom Unternehmen Wood Water Films, Arte, der Filmakademie Baden-Württemberg und vom SWR produziert. Die MFG Medien- und Filmgesellschaft Baden-Württemberg unterstützte das Projekt mit 200.000 Euro.

## Veröffentlichung
Jenseits der blauen Grenze wurde am 24. Januar 2024 im Rahmen des Filmfestivals Max Ophüls Preis uraufgeführt.

## Auszeichnungen
- 2024: Filmfestival Max Ophüls Preis, Publikumspreis Spielfilm sowie Preis der Ökumenischen Jury und Preis für den besten Nachwuchs-Schauspieler: Willi Geitmann[5]